# Słucz (dopływ Prypeci)
Słucz (biał. Случ, Паўночная Случ; ros. Случь) – rzeka na Białorusi w obwodach mińskim, homelskim i na granicy homelskiego i brzeskiego, lewy dopływ Prypeci. Długość – 197 km, zlewnia w kształcie trójkąta o powierzchni 5470 km², średni przepływ u ujścia – 22,4 m³/s, spadek – 46,6 m, nachylenie – 0,24‰.

## Charakterystyka

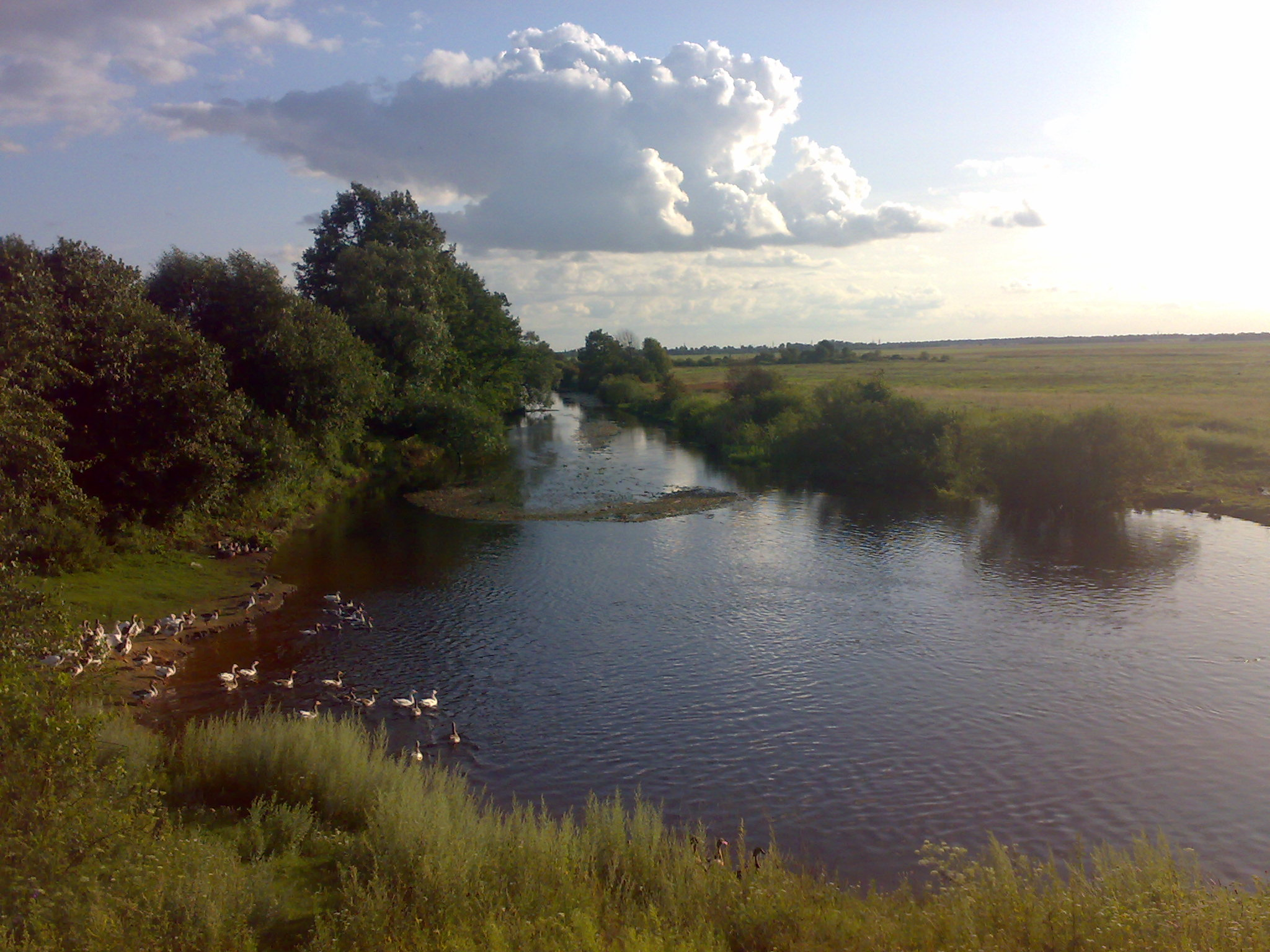
Słucz niedaleko miasta Novy Dvor

Rozpoczyna się na terenie Grzędy Kopylskiej na wys. 166 m n.p.m., 2 km na południowy wschód od wsi Krzywa Grzęda w rejonie słuckim, na północ od Słucka. Płynie przez zachodnią część Równiny Środkowoberezyńskiej i Nizinie Prypeckiej w granicach rejonów: soligorskiego, żytkowickiego i po granicy rejonów żytkowickiego i łuninieckiego. Przez kilka kilometrów przed ujściem rzeka graniczna między obwodami brzeskim i homelskim. Ujście znajduje się 6 km na południowy wschód od wsi Zaprosie w rejonie łuninieckim, w pobliżu Mikaszewicz. Większe miejscowości, przez które przepływa, to Słuck i Starobin.
Rzeźba równinna. Lasy i bagna pokrywają ponad 70% zlewni. Zabagnienie ok. 45%. Jeziorzystość poniżej 1%. Brzegi w większości strome lub urwiste.
Dolina w górnym biegu niewyraźna, niżej trapezopodobna o szerokości 0,5–1,5 km w biegu górnym, 1,5–2,5 km w biegach średnim i dolnym, u ujścia poszerza się do 6 km i zlewa z doliną Prypeci. Obszary zalewowe przeważnie dwustronne, w górnym biegu szerokie na 100–400 m, w dolnym 1–1,2 km, u ujścia 4–5 km. Powyżej Starobina na rzece istnieje sztuczny zbiornik wodny o nazwie Zalew Soligorski (Салігорскае вадасховішча).
Koryto w górnym biegu szerokie na 6–25 km, do Zalewu Soligorskiego na odcinku 71 km skanalizowane; od Zalewu do ujścia rzeki Morocz płytkie, niżej – kręte, silnie meandrujące, o szerokości 20–40 m.
Wiosenne powodzie zaczynają się w połowie marca, kończą na początku maja. Zamarza w końcu grudnia; lody pękają w końcu marca. Wiosenne zejście lodów trwa w górnym biegu 8 dni, w dolnym 3 dni.

## Historia
W latach 1922–1939 rzeka graniczna między Polską i ZSSR.